# 존 우든

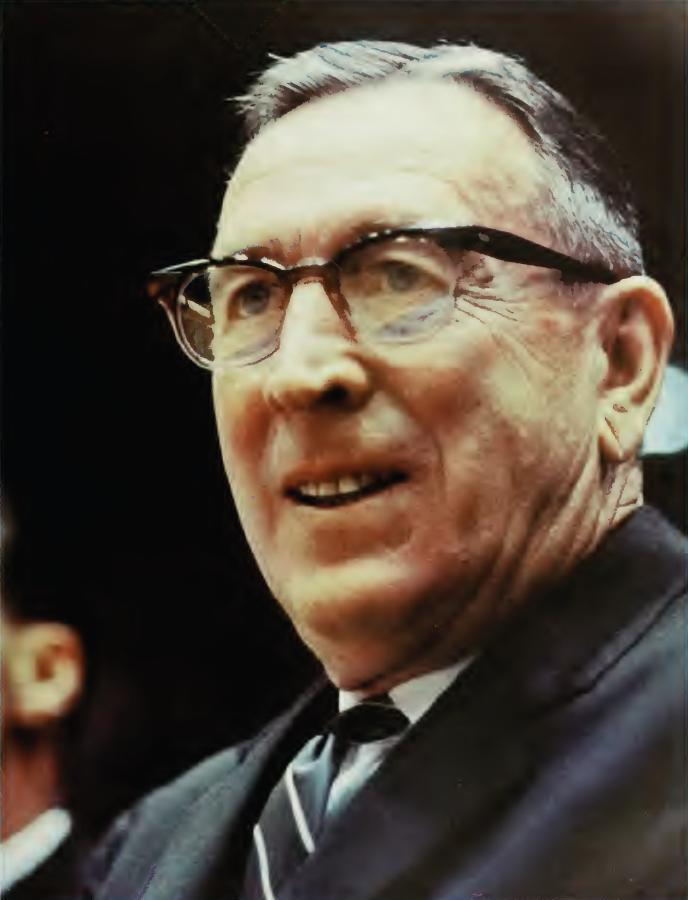
존 로버트 우든

존 로버트 우든 (John Robert Wooden, 1910년 10월 14일 ~ 2010년 6월 4일)은 미국의 전 농구 선수 및 농구 감독이었다. 감독 시절 경이로운 성적을 기록한 것과 수많은 전술을 창시한 것으로 인해 웨스트우드의 마법사(Wizard of Westwood)라는 별명을 얻었다.
1932년 퍼듀 대학교 소속으로 헬름스 체육 재단 국내 선수권 대회에 출전해 팀의 우승에 공헌하며 명성을 떨쳤으며, 대학 졸업 이후 몇 년 동안 인디애나폴리스 카우츠키스에서 활약하였다. 그 뒤 1942년 해군에 입대했으며, 3년 동안 복무하면서 중위에 올랐다.
선수 은퇴 이후 1946년 인디애나주의 인디애나 주립대학교의 감독에 선임되었으며, 1948년 캘리포니아주의 캘리포니아 대학교 로스앤젤레스의 감독에 부임하였다. 그 뒤 1975년까지 26년 동안 팀을 이끌며 전미 대학 체육 협회 국내 선수권 대회 10회 우승을 이끌었으며, 특히 1967년부터 1973년까지 7연속 우승을 차지하는 대기록을 세우기도 했다. 또한 이 기간 동안 88연승을 이루어 또 하나의 기록을 작성했으며, 통산 664승 162패를 기록하였다. 그리고 NCCA 올해의 감독에 총 6번 선정되었으며, NBA에서 활약했던 유명 선수인 카림 압둘 자바와 빌 월턴의 스승이기도 하다.
이러한 활약으로 1961년 선수 분야의 업적을 인정받아 네이스미스 농구 명예의 전당에 헌액되었으며, 1973년 감독 분야의 업적을 기리기 위해 다시 한 번 미국 농구 명예의 전당에 헌액되었다. 2006년에는 대학 농구 명예의 전당에 오르기도 했다.
그 뒤 2010년 6월 4일 로스앤젤레스의 로널드 레이건 UCLA 의료 센터에서 사망했다.
그의 업적을 기리기 위해 1977년부터 매년 미국 대학 농구 최고의 선수에게 존 우든 상을 수여하고 있으며, 2003년 캘리포니아 대학교 로스앤젤레스의 홈 경기장인 폴리 파빌리온의 이름을 닐 & 존 우든 코트로 바꾸었다.